# 더☆피스!
더☆피스!(ザ☆ピ~ス!, The Peace!)는 2001년 7월 25일에 발매된 모닝구무스메의 열두 번째 싱글이다.

## 개요
- 나카자와 유코 졸업 후 첫 싱글이다.

- 동시 수록곡 "커다란 우주에 사랑이 있다" (でっかい宇宙に愛がある)와 양 A면. 단, 때에 따라서는 커플링곡으로 취급된다.[1] "피스 랩"이라 불리는 인트로로 시작되며, 간주 중에는 이시카와 리카가 가운데에서 솔로 댄스를 춘다.

- "커다란 우주에 사랑이 있다"는 NTV 《24시간 텔레비전》 응원가로써, 매년 헬로! 프로젝트 멤버가 스튜디오에서 부른다.[2][3][4]

- 층쿠♂ 베스트 작품집 (상) 샤란Q~모닝구무스메~ 층쿠♂ 연예계 생활 15주년 기념 앨범~에 수록되었으며, 부록인 북클릿에는 이 곡의 파트가 게재되었다.

## 수록곡
1. ザ☆ピ~ス!
작사, 작곡 : 층쿠 / 편곡 : 댄스☆맨
2. でっかい宇宙に愛がある
작사, 작곡 : 층쿠 / 편곡 : 스즈키 슌스케
3. ザ☆ピ~ス! (Instrumental)
4. でっかい宇宙に愛がある (Instrumental)

## 참여 뮤지션
※괄호는 트랙 번호
- 댄스☆맨 & THE BAND☆MAN (1)
  - HYU HYU - 드럼
  - 댄스☆맨 - 베이스 기타 & 먀온
  - JUMP MAN - 기타
  - WATA-BOO - 키보드
  - STAGE CHAKKA MAN - 퍼커션
  - D.J.ICHIRO - 턴테이블
- HORNS MAN BROTHERS - 혼 섹션 (1)
  - 구와노 노부요시 - 트럼펫
  - 다나카 데쓰야 - 트럼펫
  - 가와마쓰 히사요시 - 트럼본
  - 야마나카 시게타카 - 색소폰
- 층쿠 - 코러스 (1)
- 사노 야스오 - 드럼 (2)
- 고마쓰 히데유키 - 베이스 기타 (2)
- 스즈키 슌스케 - 기타 (2)
- 나카니시 야스하루 - 피아노 (2)
- 가와이 다이스케 - 해먼드 오르간 (2)
- 사이토 노부 - 퍼커션 (2)

## 차트
- 트리플 플래티넘 (일본 레코드 협회)
- 주간최고순위 1위 (오리콘 차트)
- 2001년 8월 월간순위 1위 (오리콘 차트)
- 2001년도 연간순위 20위 (오리콘 차트)